# Gerard Steurs
Gerard Steurs, född 13 juni 1901, död 7 juni 1961, var en friidrottare från Belgien. Han deltog vid olympiska sommarspelen 1924 och olympiska sommarspelen 1928.